# Zdbice
Zdbice – wieś w Polsce położona w województwie zachodniopomorskim, w powiecie wałeckim, w gminie Wałcz, nad jeziorem Zdbiczno.
W latach 1975–1998 miejscowość administracyjnie należała do województwa pilskiego.

## Administracja
Zdbice posiadają wydzieloną część wsi Zdbice-Folwark. Gmina Wałcz utworzyła sołectwo Zdbice, które obejmuje jedynie wieś Zdbice. Rada sołecka może się składać z 3–6 członków.

## Historia

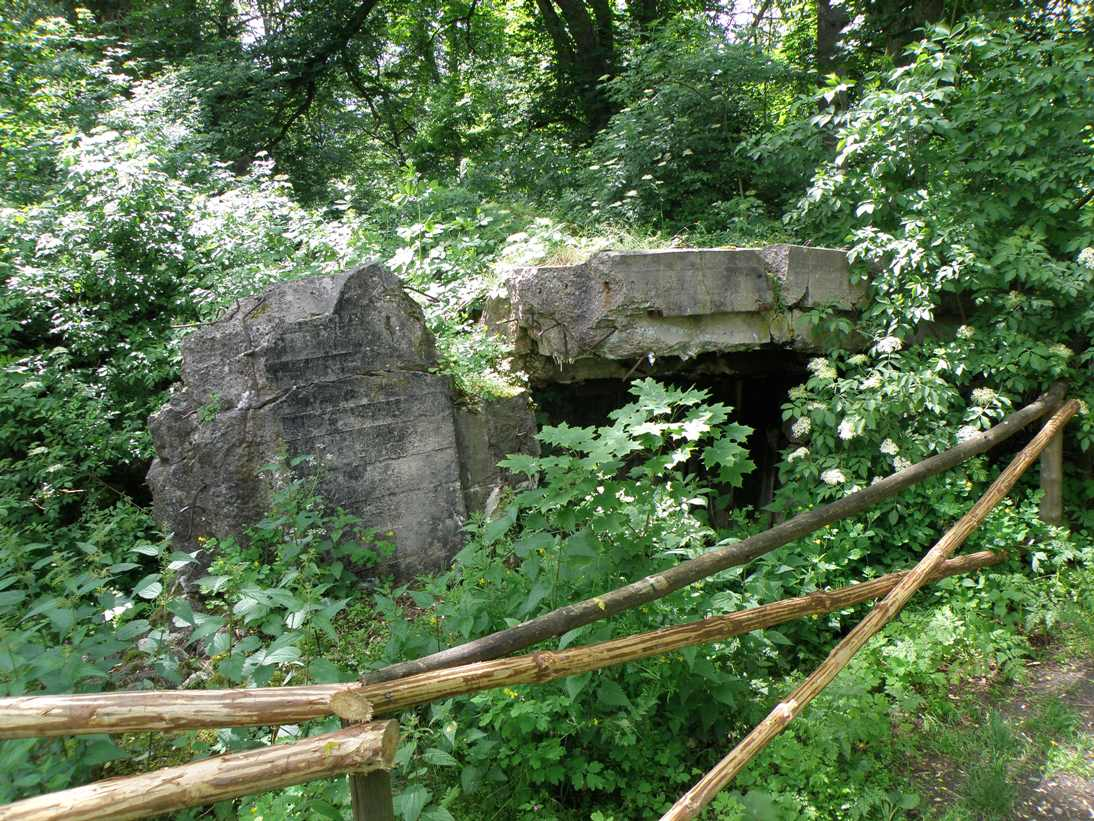
Pozostałości umocnień Wału Pomorskiego

Osadę wzmiankowano po raz pierwszy w 1239. W XVI wieku wieś należała do dóbr królewskich starostwa wałeckiego.
W lutym 1945 w okolicach Zdbic toczyły się najcięższe walki o przełamanie umocnień Wału Pomorskiego. Brała w nich udział 1 Armia Wojska Polskiego. To tutaj znajdowało się kilkanaście żelbetowych schronów bojowych obsadzonych przez wojska niemieckie. Uzupełniała je mozaika rowów przeciwczołgowych i strzeleckich, kanałów zalanych wodą, zapór i pól minowych. O same Zdbice stoczono najkrwawszy bój w dniach 3-4 lutego 1945, w trakcie którego zginęło 58 polskich żołnierzy (rannych było co najmniej 127).

## Atrakcje
We wsi znajdują się:
- zaniedbany i częściowo zrujnowany Skansen bojowy 1 Armii Wojska Polskiego upamiętniający walki tej formacji na Wale Pomorskim (na północny zachód od wsi),
- Izba Pamięci Narodowej w centrum wsi z wystawą Las świadkiem walk o Wał Pomorski - wyeksponowano tu obiekty świadczące o zniszczeniach drzewostanu w 1945 (np. odłamki tkwiące w pniach), broń i amunicję, zdjęcia, mapy i dokumenty żołnierskie,
- punkt widokowy na jezioro Zdbiczno (naprzeciw Izby Pamięci),
- głaz pamiątkowy z tablicą upamiętniającą walki w 1945,
- jednonawowy, neogotycki kościół filialny Podwyższenia Krzyża Świętego z 1888 (wcześniejszy, drewniany, istniał tu już w XV wieku).
- SurviWał Pomorski, cykliczna impreza odbywająca się pod koniec maja, międzynarodowy, ekstremalny bieg z przeszkodami[6].
- grodzisko stożkowe o obwodzie ok. 220 metrów, bardzo zniszczone[7].

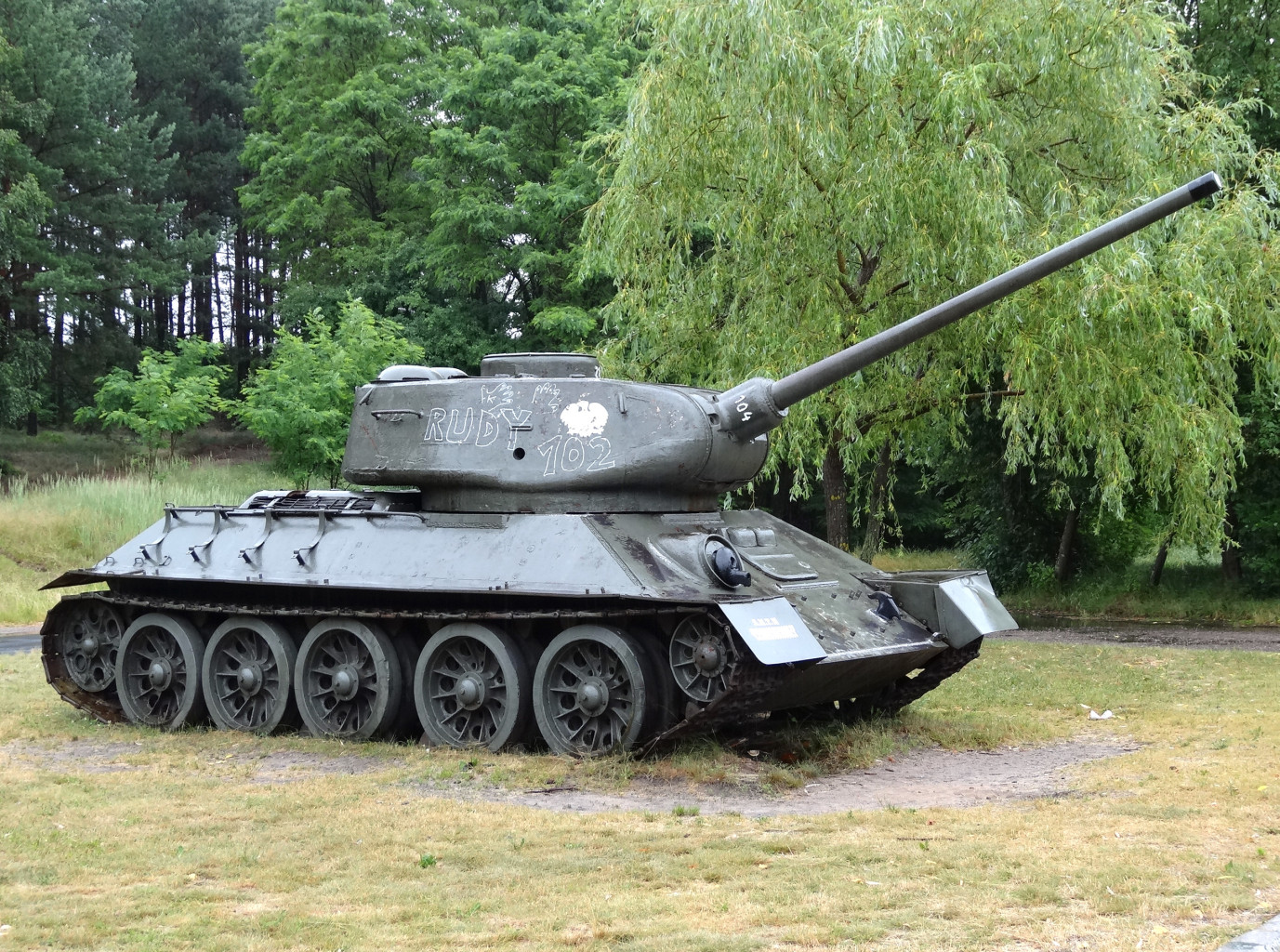
Czołg T-34-85
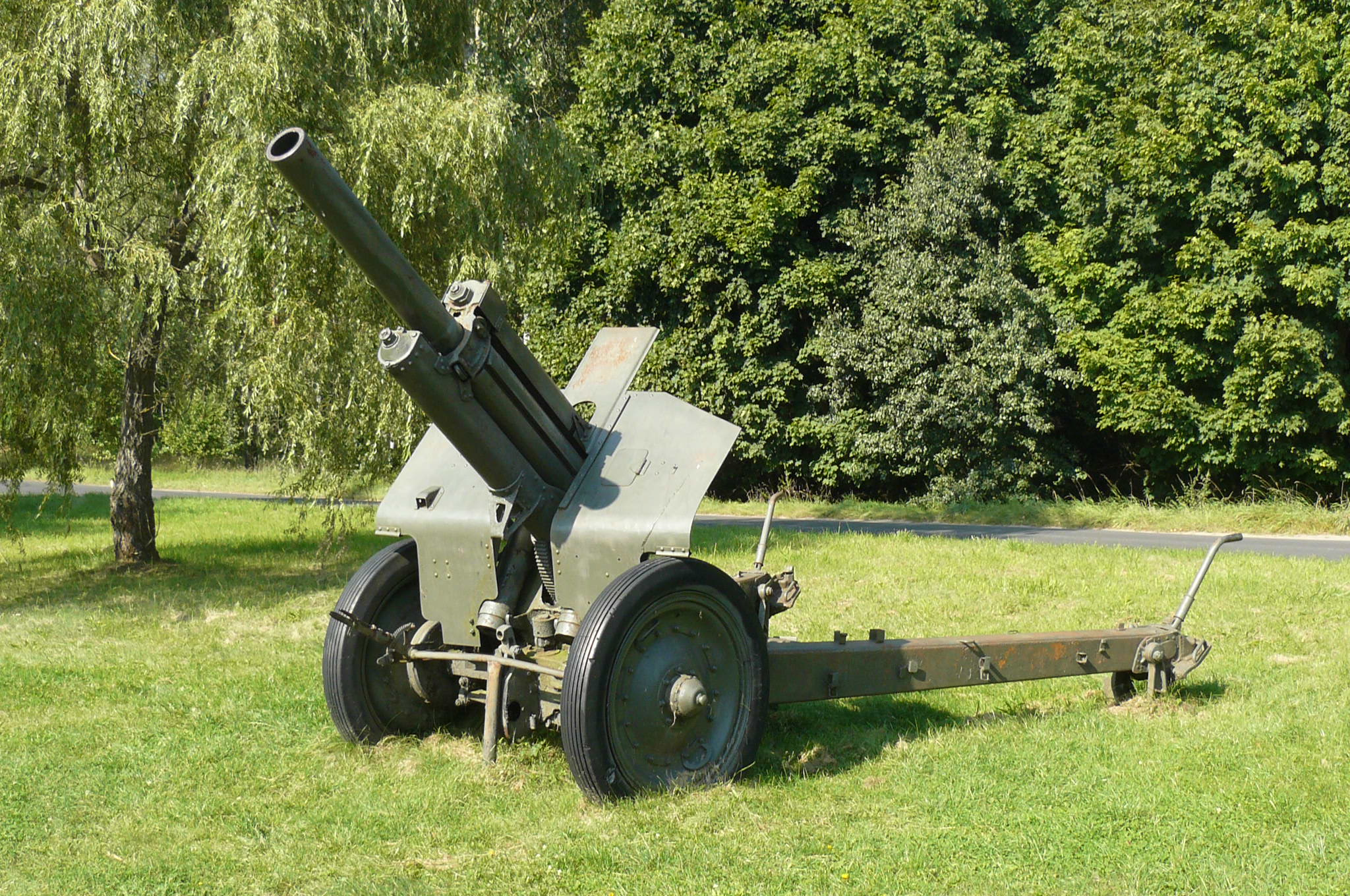
Haubica M-30
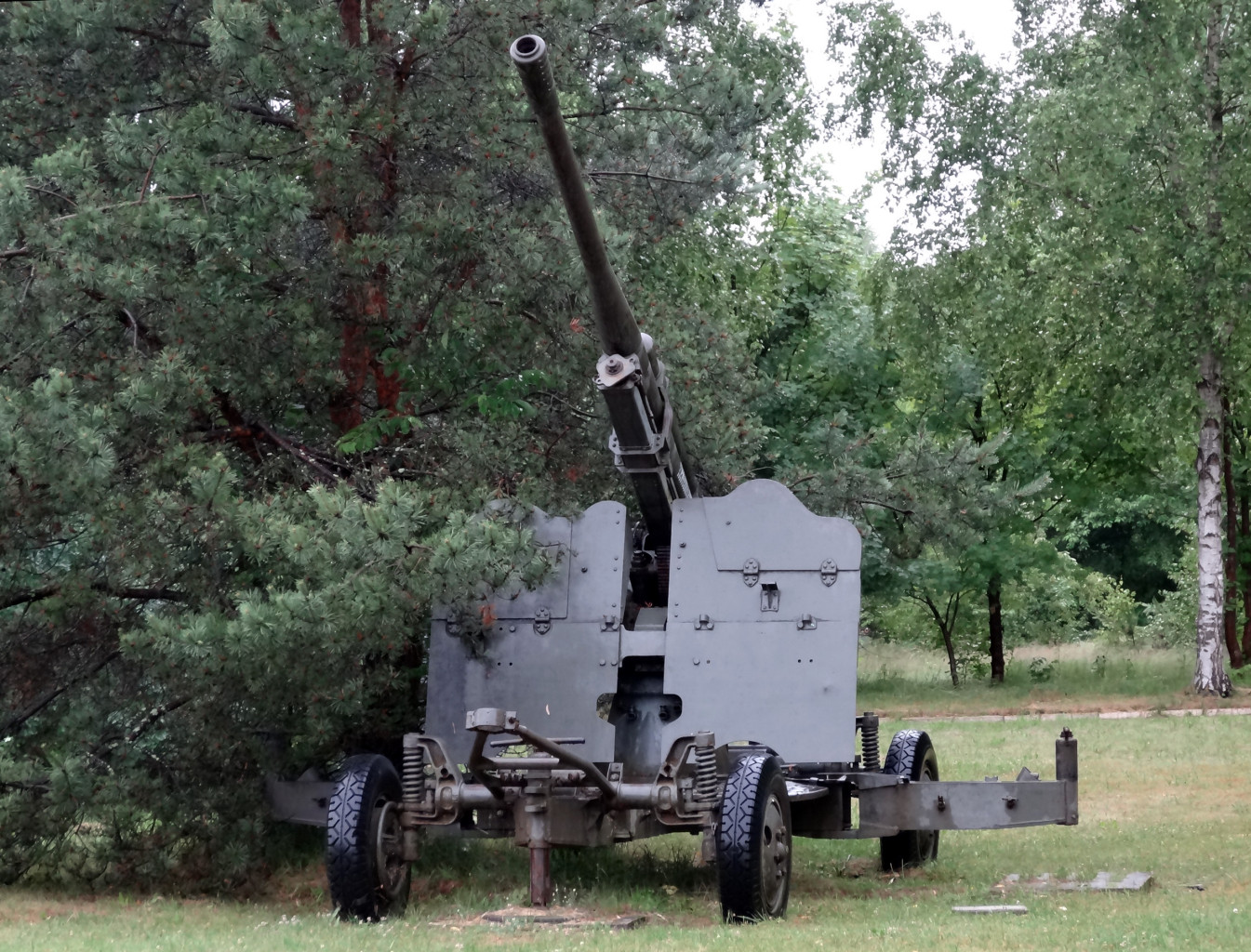
Armata przeciwlotnicza 52-K